# Anastasiya Borodina
Anastasiya Pidpalova ou Anastasiya Borodina (Kherson, 5 de janeiro de 1982) é uma ex-handebolista profissional ucraniana, medalhista olímpica em 2004.
Anastasiya Pidpalova fez parte do elenco da medalha de bronze inédita da equipe ucraniana, em Atenas 2004.